# Mercedes Cup 1996
La Mercedes Cup 1996 è stato un torneo di tennis giocato sulla terra rossa.
È stata la 19ª edizione dell'Mercedes Cup che fa parte della categoria Championship Series nell'ambito dell'ATP Tour 1996.
Si è giocato a Stoccarda dal 15 al 21 luglio 1996.

## Campioni

### Singolare
Thomas Muster ha battuto in finale  Evgenij Kafel'nikov con il punteggio di 6–2, 6–2, 6–4

### Doppio
Libor Pimek /  Byron Talbot hanno battuto in finale  Tomás Carbonell /  Francisco Roig con il punteggio di 6–2, 5–7, 6–4